# نیکلاس گودمش
نیکلاس گودمش (انگلیسی: Nicolas Godemèche؛ زادهٔ ۲۲ ژوئن ۱۹۸۴) بازیکن فوتبال اهل فرانسه است.
از باشگاه‌هایی که در آن بازی کرده‌است می‌توان به باشگاه فوتبال استاد رنس، باشگاه فوتبال ناوال، باشگاه ورزشی مون‌پلیه، و باشگاه فوتبال سی‌اف‌آر کلوژ اشاره کرد.